# 庫里亞奇洛濟
48°5′0″N 30°20′42″E / 48.08333°N 30.34500°E
庫里亞奇洛濟（烏克蘭語：Курячі Лози）是位於烏克蘭南部尼古拉耶夫州裏五一城區的村莊，始建於1762年，面積4平方公里，海拔高度168米，2001年人口1,698，人口密度每平方公里424.4人。